# Yannick Renier
Yannick Renier (ur. 29 marca 1975 w Brukseli) – belgijski aktor teatralny, filmowy i telewizyjny. Starszy brat przyrodni Jérémie Reniera.

## Filmografia

### filmy fabularne
- 2001: Un portrait
- 2002: Une fille de joie
- 2004: Loin des yeux
- 2006: Własność prywatna (Nue propriété) jako François
- 2007: Miss Montigny jako Paolo
- 2007: Piosenki o miłości (Les Chansons d'amour) jako Gwendal
- 2008: Prywatny trener (Élève libre) jako Didier
- 2008: Nés en 68 jako Yves
- 2008: Coupable jako brat Luciena
- 2009: Witamy (Welcome) jako Alain
- 2009: Na południe (Plein sud) jako Sam
- 2010: Pauline et François jako François
- 2010: L'Arbre et la Forêt jako Rémi
- 2010: Une petite zone de turbulences jako Olivier
- 2011: Toutes nos envies jako Christophe
- 2011: De bon matin jako Fabrice Van Listeich
- 2011: Je n'ai rien oublié jako Philippe Senn
- 2016: Les châteaux de sable jako Samuel

### filmy TV
- 2005: Septième Ciel Belgique jako Hugo Melotte
- 2010: Contes et nouvelles du XIXe siècle odc.: Un gentilhomme jako Charles Varnat